# Swartzia pinheiroana
Swartzia pinheiroana är en ärtväxtart som beskrevs av John Macqueen Cowan. Swartzia pinheiroana ingår i släktet Swartzia och familjen ärtväxter. Inga underarter finns listade i Catalogue of Life.